# الوستا
شهر الوستا (به سوئدی: Alvesta) در ناحیه شهری الوستا در کشور سوئد واقع شده‌است. جمعیت این شهر ۱۲۵۷٫۹۲  نفر است.